# 町村信孝
町村 信孝（まちむら のぶたか、1944年〈昭和19年〉10月17日 - 2015年〈平成27年〉6月1日）は、日本の通産・経産官僚、政治家。
衆議院議長（第75代）、内閣官房長官（第75代）、拉致問題担当大臣（福田康夫内閣）、外務大臣（第130・131・134代）、文部科学大臣（初代）、文部大臣（第124・129代）、科学技術庁長官（第62代）、原子力委員会委員長（第62代）、内閣総理大臣補佐官（教育改革担当）、衆議院議員（12期）を歴任した。
なお、名前の表記についてはこちらを参照のこと。

## 来歴

### 生い立ち
静岡県沼津市に内務官僚・町村金五の次男として生まれた。町村家は、父・金五が静岡県水産課長時代からの縁で、沼津市郊外にあった静岡県原町漁業組合長植松与三郎の別宅に疎開していた。
東京学芸大学附属世田谷小学校、東京学芸大学附属世田谷中学校、東京都立日比谷高等学校を経て東京大学経済学部卒業。
体格は、小学4年生の時点で身長1m60cm・体重60kgあり、相撲大会で優勝したこともあって、相撲部屋から勧誘されたことがある。高校ではラグビー部に入り、早稲田、慶應から勧誘された。
町村の東大在学中は東大紛争の真っ只中であり、ノンポリ学生のリーダーの一人として、東大紛争終結のための学生運動を率いた。
大学3年時に、サンケイ新聞社奨学金を受けて米国コネティカット州ウェズリアン大学に留学。
1968年（昭和43年）11月、東大経済学部ストライキ実行委員会の一人としておよそ1ヶ月のストライキを打っている。1969年（昭和44年）1月、秩父宮ラグビー場にて東大7学部の学生・教職員9千人が参加した“大衆団交”では議長役を務め、大学自治の議定書である「東大確認書」には経済学部代表として署名している。大学でもラグビー部に所属していた。
1969年（昭和44年）東大を卒業し、通商産業省（現・経済産業省）に入省。昭和44年入省同期組らで、「44」（しし）と高倉健の歌である「唐獅子牡丹」に掛けて、「獅子の会」なる集まりを結成し、エネルギー問題などに関して血判状（連判状）を作って大臣、事務次官らを突き上げたこともあった。その後、米国ジェトロ出向経験を経て、1982年（昭和57年）4月に通商産業省を退官する。

### 政治家として
政界入りを父・金五に大反対され、夫人には何回落選しても付き合ってほしいと懇願する中で1983年（昭和58年）の第37回衆議院議員総選挙に旧北海道1区から立候補し、初当選。以降10期連続当選（当選同期に田中直紀・熊谷弘・二階俊博・野呂田芳成・額賀福志郎・衛藤征士郎・田中秀征・尾身幸次・北川正恭・伊吹文明・自見庄三郎・中川昭一・大島理森・野呂昭彦・鈴木宗男・甘利明など）。1991年北海道知事選挙では現職横路孝弘の圧倒的な強さの前に鳩山由紀夫・舛添要一と共に当時の選挙区でのライバルで落選中の佐藤静雄を支援したが惨敗。
4年後の1995年北海道知事選挙では、自民党などが推薦する伊東秀子を支援したが、日本社会党などが推薦する前副知事の堀達也に敗北。小選挙区比例代表並立制導入に伴い、当初は国政復帰を目指す横路が出馬する北海道1区での擁立が検討されたが、選挙区調整により先祖代々営むまちむら農場の在る北海道5区から出馬し、新進党の党首小沢一郎の甥である新人・小野健太郎に圧勝し初の小選挙区を制した。

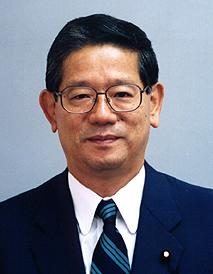
1997年、文部大臣就任時に公表された肖像写真（内閣広報室より）

1997年（平成9年）の第2次橋本改造内閣で文部大臣に就任し、初入閣。小渕内閣では大臣経験者ながら高村正彦外務大臣の下、外務政務次官を務める。2000年第42回衆議院議員総選挙でも民主党の小林千代美と小沢自由党の小野が出馬して野党の票が割れた恩恵もあり小選挙区で勝利、第2次森改造内閣では文部大臣、科学技術庁長官、原子力委員会委員長を務め、中央省庁再編により初代文部科学大臣となった。
小泉政権では自民党総務局長、自民党幹事長代理を務め、2003年北海道知事選挙では通商産業省の後輩である高橋はるみを擁立し、北海道史上初の女性知事誕生に貢献した。同年の札幌市の市長再選挙では北海道放送キャスター経験者の石崎岳を支援したが横路後援会が支援した上田文雄に敗北。

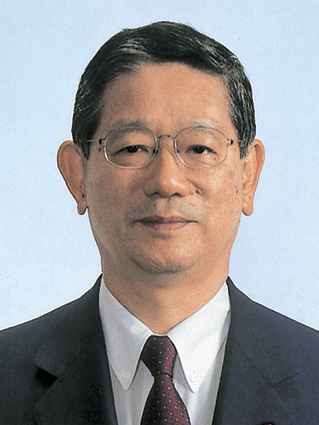
外務省より公表された肖像写真（2005年撮影）

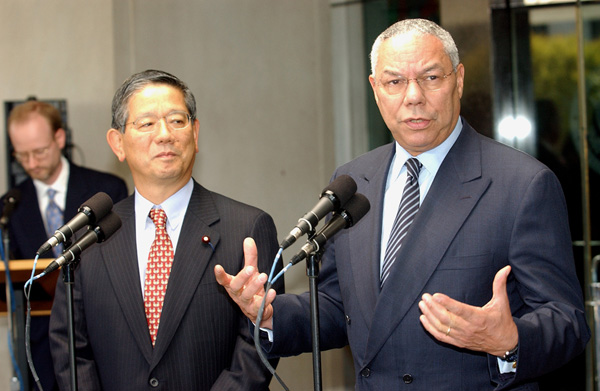
2004年10月7日、アメリカ合衆国国務長官コリン・パウエルと記者会見に臨む町村

2004年（平成16年）の第2次小泉改造内閣では外務大臣に就任した。町村の外相起用を強く働きかけたのは、同じ派閥の後輩にあたる安倍晋三で、9月22日に安倍が小泉と会談した際に起用が決まったとされる。外相としては対中ODA廃止や尖閣諸島の灯台管理などを行い、第3次小泉内閣まで務めた。政治家の年金未納問題が注目された際には年金の未納が発覚した。
民由合併で北海道5区でも候補者が小林に一本化された事で2003年第43回衆議院議員総選挙や2005年郵政選挙で町村は小選挙区の勝利が厳しいとの予測もされたが、結果的に連立政権を構築する公明党の全面支援もあり小選挙区で連勝（小林は2003年が比例復活、2005年は落選）。しかし、郵政選挙の際は全国的に自民党が圧勝する中、北海道では苦戦を強いられた。
2006年自由民主党総裁選挙では同選挙へ立候補した安倍の選対本部長代理として、安倍の総裁選出馬に奔走、総裁選後に発足した第1次安倍内閣では要職への就任が有力視されたが実現しなかった。その後、元首相森喜朗に代わり、清和政策研究会会長に就任し、町村派を率いた。

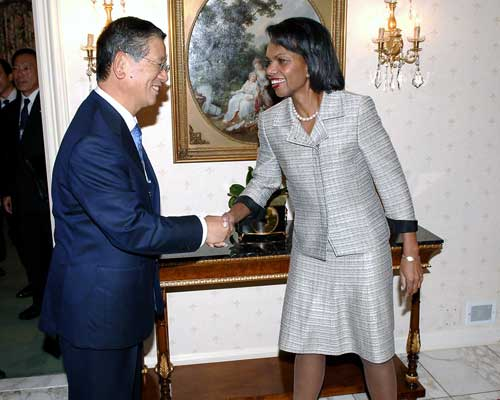
2007年9月22日、アメリカ合衆国国務長官コンドリーザ・ライスと会談する町村

2007年（平成19年）8月27日、第1次安倍改造内閣で外務大臣に就任。当初は内閣官房長官への就任が確実視されていたが、安倍と麻生太郎の最終的な話し合いで、土壇場で与謝野馨の名が浮上し、町村は2度目の外相就任となった。外相再登板後は、麻生が提起した「北方領土面積二等分論」を強く批判。従来の方針通り「4島一括返還論」を主張する立場に回帰した。
安倍の退陣表明を受けて行われた2007年自由民主党総裁選挙では立候補に意欲を示したが、同派閥の福田康夫の立候補表明を受け福田を支持。自身の立候補は見送った。
2007年（平成19年）9月25日、福田康夫内閣の発足に伴い外相から内閣官房長官に横滑りした。派閥の領袖が官房長官を務めるのは初めてのことである。なお官房長官に就任したため町村は閥務に時間が割けなくなり、町村派は会長職を廃止して町村、中川秀直、谷川秀善の3人を代表世話人とする集団指導体制となった。福田康夫改造内閣でも内閣官房長官に留任。福田改造内閣発足後初の閣僚記者会見において、会見場に掲揚された国旗に登壇・降壇する時共に敬礼したのが町村ただ一人であったため、後に潮匡人が福田首相をはじめ、町村を除く全ての福田改造内閣の閣僚を批判している。
2009年（平成21年）2月5日、町村派内で依然として強い影響力を持っていた前会長の森は、麻生総理に批判的言動をとる中川の派内での影響力を削ぐために、町村を会長に復帰させた。森同様に町村自身も、中川との関係は非常に悪く、町村派の会合などで「町村派の中には確か広島県選出の議員はいらっしゃらなかった……ああ、中川先生がいらっしゃいましたか」などと皮肉とも取れる言動が見られた。
同年の第45回衆議院議員総選挙では小選挙区で民主党元職の小林に3万票余りの差をつけられ敗北。重複立候補した比例北海道ブロックで自民党が獲得した2議席に対し、名簿順位1位内の惜敗率で武部勤（北海道12区）に次ぎ2番目となり、復活当選で9選。10月15日には衆議院予算委員会の筆頭理事に就任。与党時代であれば中堅議員のポストだが、民主党政権追及の先頭に「大物」を配した形となった。官房長官や外相として基地問題に携わった経験のある町村は、幹事長の大島理森とともに委員会での質問事項の大半を安全保障に集中させ、普天間問題で鳩山政権を追い込んでいった。
その後、小林は選対幹部の公職選挙法違反での公訴提起と北海道教職員組合からの不正な政治献金の問題が発覚し、2010年（平成22年）6月に議員辞職に追い込まれた。これに伴う補選に出馬するため10月に議員辞職する。補選ではJ-NSCの会員の支援も受け自身の長女の札幌南高校の同級生だった民主党の新人中前茂之に勝利し、10選（投票率は過去最低の54.34%で、同選挙区の過去最低だった1996年の60.53%を大きく下回った）。

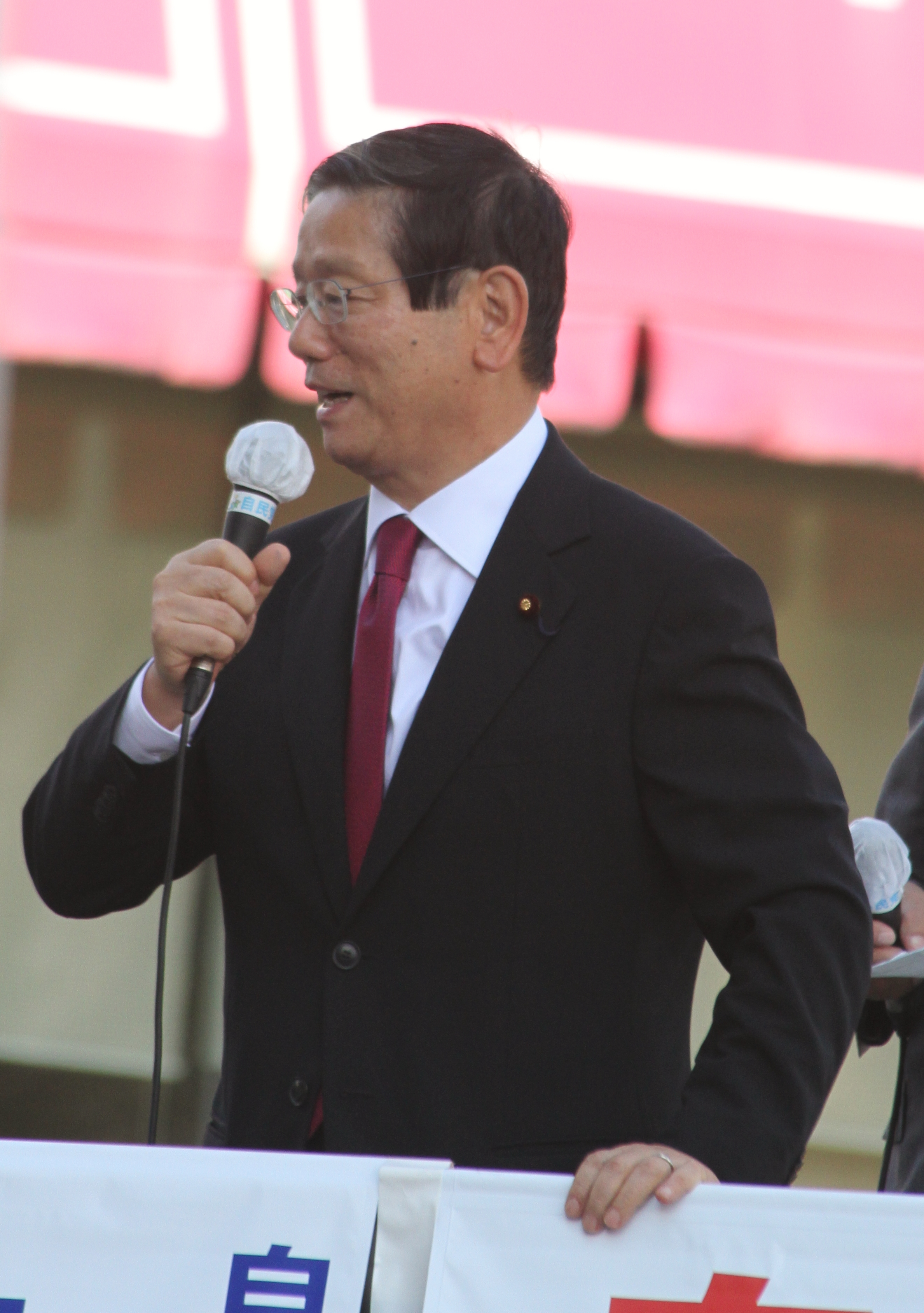
2012年9月16日、自由民主党総裁選挙の街頭演説にて

2012年（平成24年）9月14日、2012年自由民主党総裁選挙に立候補するも、9月18日に体調不良を訴えて入院する。9月26日の投開票では34票を獲得するに留まった。その後も入院生活を継続し、11月22日には脳梗塞が見つかった。
2014年（平成26年）12月24日、衆議院議長に就任したが、2015年4月21日、再び軽い脳梗塞を発症したため、衆議院議長を辞任した。
2015年（平成27年）6月1日午後2時15分、東京都内の病院で脳梗塞のため死去。70歳没。6月3日、町村に対して従二位への追叙ならびに桐花大綬章が没後叙勲にて授けられることが政府の持ち回り閣議にて決定された。
2016年4月24日、町村の死去に伴い実施された北海道5区補欠選挙で、自民党公認で娘婿の和田義明が接戦の末、無所属の池田真紀（民進党・日本共産党・社民党・生活の党と山本太郎となかまたちの4党推薦）を1万2000票差で破り、初当選した。墓所は本駒込の吉祥寺（文京区）と武生（越前市）の龍門寺。

## 発言・活動

### 名前の表記について
町村自身は、自身の名前の正しい字は旁の「言」の字最上部が「二」ではなく「なべぶた」である（）と主張している。しかし、戸籍統一文字にそのような異体字は登録されてないため、戸籍においても同様の扱いであると判断できる。手書きにおける表記揺れの範囲内にすぎない。

### 表現規制推進
- 映画『バトルロワイアル』公開直前に映画業界関係者を文部科学省に呼びつけ、自主規制の徹底を要請した[20]。
- 漫画・アニメ・ゲーム・映画を規制する青少年健全育成基本法案の立法化を推進[21]。
- 「本当に一日も早くこういうもの（町村曰く「青少年に有害な情報」）が国内から追放される日が来ることを心から期待しているものであります」と国会で発言[22]。
- 内閣府所管の「青少年健全育成推進委員会」から有害指定を受けたイラストやテキストなどを削除しなければ1年以下の懲役刑を科すという「青少年有害情報規制法」の立案を指示した[23]。

### 中国反日デモ
外相時代の2005年、中華人民共和国で行われた反日デモにおいて日本大使館に対して投石が行われた時には安全のため在外公館に自衛隊員を派遣する考えを示した。なお当時の外務省はイラクやアフガニスタンといった危険な地域の公館への自衛隊員の派遣を検討していたが難航している状態であった。

### 道路特定財源問題
「もし道路予算を一般財源化するなら、その一部を（整備新幹線に）つぎ込めないか。いろんな可能性を模索している。財務省などと真剣な話し合いをしている」と述べ、道路特定財源で北海道新幹線を建設すべきとの見解を示した。

### 公務員制度改革に対する姿勢
内閣府特命担当大臣（規制改革担当）兼国・地方行政改革担当大臣の渡辺喜美が進めていた公務員制度改革について、国家公務員制度改革基本法案の内容にある「内閣人事庁」の創設を「閣僚の人事権が弱まるのではないか」として反対した。国会議員と公務員の接触を制限する「政官接触制限」についても反対するなど慎重な姿勢を貫き、渡辺と激しく対立した。

### 竹島問題
米国政府機関が竹島の帰属先を再度「韓国」に戻したことについて、「米政府の1機関がやることに、あまり過度に反応することはない」との見解を示した。福田首相が抗議を行う可能性については「ない。なぜ必要なのか」と述べた。
一方、2010年（平成22年）2月に起きた、民主党小林千代美陣営に北教組が選挙資金を違法に提供したとされる事件の際は、北教組について「日教組本部も驚くような団体だ」と指摘し、「研修資料に『竹島は韓国の領土だという、韓国の主張が正しいと教えましょう』と（書いている）。これが日本の北海道の先生だ」と述べ、竹島を韓国領だと教育する北教組の教師を批判している。

### 司法制度改革
2008年（平成20年）7月18日、政府が掲げる司法制度改革の法曹人口3000人の実現に異議を唱えた、日弁連の法曹増加の見直しを求める提言に対し、身内である弁護士の報酬の低下という業界の利益を優先させていると指摘、「日弁連の見識を疑うものであります」と批判した。

### たばこ増税
たばこ1箱を1000円にするたばこ増税について、「私個人は大変面白い提案だと思っている」と述べている。

### 学校制度
日本の学校制度について「十歳の大学生がいてもいいし、二十歳の中学生がいてもいい。年齢で学年が変わることは行き過ぎた平等だ」と、年齢主義を批判した。

### 大学入学予定者の自衛隊入隊を提案
大学への九月入学を一般化すべきだとしており、高校卒業後の半年は自衛隊へ入隊させて奉仕活動するのもいい、と述べている。

### コメ減反見直し発言
米の減反政策の見直しを「食糧不足や価格高騰が起きている。日本だけの問題ではなく、世界の食糧不足という文脈で考えなければならない」として突然表明し、自民党内から「何の根回しもない」と強く批判された。農林水産大臣経験者である谷津義男は「減反をやめれば農家が大赤字になる。差額補償など約8000億円の補助金が必要だが、できるわけがない」と反論した。

### 企業・団体献金の全面禁止について
2009年（平成21年）3月19日に民主党代表・小沢一郎が提議した「企業・団体からの献金全面禁止」について、同日の派閥総会にて「まさに盗っ人猛々しい話だ」「（小沢氏の）目くらまし発言に乗せられないようにしてほしい」と批判した（ただし、町村自身は下記項目の政治資金で記されているように、政治資金規正法で禁止された地方公共団体を初め多数の企業・団体献金を受け取っている）。

### 国会議員の世襲制限について
菅義偉が国政選挙における世襲候補の立候補制限を唱えていることについて「こんな取るに足らないことをあたかも大ごとのように取り上げる政治家も政治家だし、マスコミもマスコミだ」「有権者の選択眼を信じない人が『世襲禁止』と言う」と批判した。一方で小泉純一郎が引退にあたり自らの次男を後継者に指名したことについては「率直に言って小泉さんらしからぬ行動だった」とコメントし、自身の2人の娘についても「継がせるつもりはない」としている。また、同時に「候補者を公募するシステムを充実させるべき」という考えも示している。
なお、町村の死去に伴う衆議院北海道第5区補欠選挙では、娘婿・和田義明（次女の夫　町村札幌事務所副所長）が立候補した。

### 政治団体による不動産の購入について
民主党の小沢一郎が、政治資金団体で不動産を購入したことについて、テレビ朝日の番組で、「自分のお金で自分の名前で登記すればいいんですよ。何で政治資金団体というものをわざわざ通すのか」と発言した。町村が代表者を務める政治団体「信友会」の政治資金収支報告書（2007年3月19日提出分）によれば、信友会は、2001年（平成13年）7月23日に江別市内の不動産を1,000万円で取得している。（詳しくは#政治資金を参照）

### 民法改正
選択的夫婦別姓制度の導入に賛成。ただし、2010年に民主党の同法案に対しては反対を表明した。

### 発言
- 米軍ヘリが墜落した沖縄県宜野湾市の沖縄国際大学を視察中に「操縦技術が上手だったため、最小限の被害でとどまったのかもしれない」と発言し、批判を浴びた[44]。
- 2007年（平成19年）12月18日に「地球外から飛来してきたと思われる未確認飛行物体 (UFO) の存在を確認していない」とする答弁書が閣議決定された[45]。官房長官記者会見でこのことについて質問され、公式答弁は紋切り型にしかできないとしつつも、「私は個人的にはこういうものは絶対いると思っている」「そうじゃないと、ナスカのああいうの（ナスカの地上絵）、説明できないでしょ」と答えた[46]。
- 2009年（平成21年）7月2日、民主党との政策討論会で、郵政民営化がサービスの低下を招いたとの指摘があることについて、「一部の悪質な労働組合の人たちが国営に戻したい一心でわざと（仕事を）さぼっていると聞いたことがある」と述べた。これに対し、民主党参議院議員の増子輝彦は、「労働組合の方々に極めて失礼な表現があった。町村氏らしからぬ発言でやめてもらいたい」と批判した[47]。

## 他議員との関係

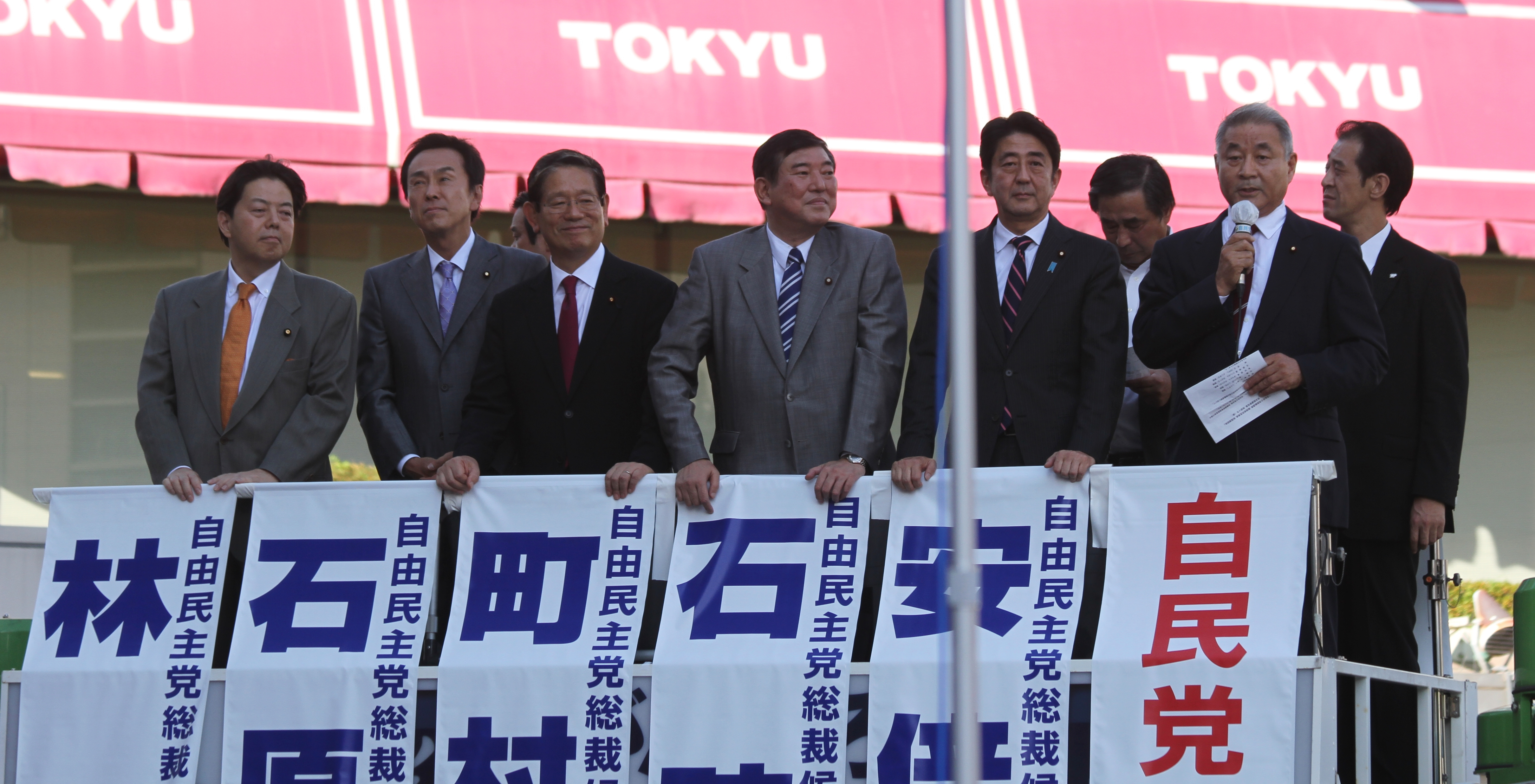
2012年の総裁選で石破茂の横に並ぶ町村

町村は、2014年9月の内閣改造の際に地方創生相になった石破茂について「このポストが良い、嫌だと言い出したら自民党の人事はできない。あの男は一体何者だ。来年の総裁選に出たいなんて冗談じゃない」「（地方創生相なんて）極端なことを言えば素人でもやれるんじゃないか」「私の中ではあの男の評価は最低」などと名指しで辛辣に批判した。

## 年譜

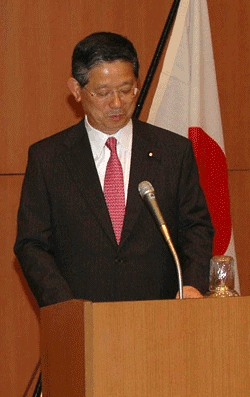
2005年7月12日、外務省にて

- 1944年10月17日 - 静岡県沼津市に出生（北海道江別市出身）。
- 1969年
  - 6月 - 東京大学経済学部卒業。
  - 7月 - 通商産業省入省。入省同期に、佐野忠克（経産審議官）、河野博文（資源エネルギー庁長官）、藤島安之など。
- 1974年6月 - 国土庁へ出向。
- 1979年5月 - 日本貿易振興会（ニューヨークトレードセンター）に出向。
- 1982年4月 - 通商産業省資源エネルギー庁石油部石油企画官を最後に同省を退職。
- 1983年 - 第37回衆議院議員総選挙に立候補、初当選（当時の旧北海道1区には、現在の小選挙区での北海道4区に該当する後の義家弘介の勤務先小樽練成会在る小樽市や北星余市の在る余市町含む。4区には中選挙区時代のライバル佐藤静雄や自身の東大や通商産業省の後輩宮本融が自民党候補として出馬）。
- 1989年6月 - 宇野内閣で文部政務次官に就任。
- 1990年3月 - 自由民主党文化局長に就任。
- 1997年9月 - 第2次橋本改造内閣で文部大臣に就任。
- 1998年7月 - 小渕内閣で閣僚経験者では異例ながら高村正彦外務大臣の下、外務政務次官に就任。
- 2000年
  - 3月 - 内閣総理大臣補佐官（教育改革担当）に就任。
  - 12月 - 第2次森改造内閣で文部大臣・科学技術庁長官に就任。
- 2001年1月 - 中央省庁再編に伴い、初代文部科学大臣に就任。
- 2002年10月 - 自由民主党総務局長に就任。
- 2004年9月 - 第2次小泉改造内閣で外務大臣に就任。
- 2005年9月 - 第3次小泉内閣で外務大臣に再任。
- 2006年10月 - 森派を森喜朗から禅譲され、町村派会長に就任。
- 2007年
  - 8月 - 第1次安倍改造内閣で外務大臣に就任。
  - 9月 - 福田康夫内閣で内閣官房長官、拉致問題担当大臣に就任。
  - 10月 - 中川秀直元自民党幹事長の町村派復帰に配慮し、自ら町村派会長を退き代表世話人のポストを新設（清和政策研究会も参照）。町村、中川、谷川秀善の3人が代表世話人に就任する集団指導体制を敷く。
- 2008年
  - 8月 - 福田康夫改造内閣で内閣官房長官に留任。
  - 9月 - 事故米問題等をめぐって太田誠一農林水産大臣が辞任したため、臨時代理を兼務。
- 2009年
  - 2月 - 町村派の代表世話人制度廃止に伴い、町村派会長に復帰。
  - 8月 - 第45回衆議院議員総選挙にて民主党の元職・小林千代美に小選挙区で敗れたが、重複立候補していた比例北海道ブロックで復活当選した。
- 2010年
  - 6月 - 小林の議員辞職に伴う補欠選挙に出馬する意向を表明。
  - 10月 - 衆議院議員を一旦辞職し補選出馬し勝利。
- 2012年
  - 9月 - 2012年自由民主党総裁選挙に出馬。
- 2014年
  - 12月 - 衆議院議長に就任。
- 2015年
  - 4月 - 衆議院議長辞任。
  - 6月1日　歿　70歳。
  - 6月3日　従二位追叙と桐花大綬章追贈が日本政府により決定された。

## 主な所属団体・議員連盟
- 自民党たばこ議員連盟（顧問）[51]
- 日本教職員組合問題究明議員連盟（顧問）
- 天皇陛下御即位二十年奉祝国会議員連盟（常任幹事）
- 神道政治連盟国会議員懇談会（副会長）
- 日中友好議員連盟（副会長）
- 親学推進議員連盟（副会長）
- 日韓議員連盟（常任幹事）
- 日印友好議員連盟（会長）[52]
- 北京オリンピックを支援する議員の会（副幹事長）
- みんなで靖国神社に参拝する国会議員の会
- TPP交渉における国益を守り抜く会
- 北海道連合遺族会（理事長）
- 北海道スペースポート研究会（顧問）
- ラグビーワールドカップ2019日本大会成功議員連盟（会長）

## 選挙歴
| 当落 | 選挙                     | 執行日         | 年齢 | 選挙区      | 政党       | 得票数     | 得票率 | 定数 | 得票順位 /候補者数 | 政党内比例順位 /政党当選者数 |
| ---- | ------------------------ | -------------- | ---- | ----------- | ---------- | ---------- | ------ | ---- | ------------------ | ---------------------------- |
| 当   | 第37回衆議院議員総選挙   | 1983年12月18日 | 39   | 旧北海道1区 | 自由民主党 | 17万1814票 | 17.9%  | 5    | 2/7                | /                            |
| 当   | 第38回衆議院議員総選挙   | 1986年07月06日 | 41   | 旧北海道1区 | 自由民主党 | 16万5041票 | 16.0%  | 6    | 1/7                | /                            |
| 当   | 第39回衆議院議員総選挙   | 1990年02月18日 | 45   | 旧北海道1区 | 自由民主党 | 15万5142票 | 13.0%  | 6    | 4/8                | /                            |
| 当   | 第40回衆議院議員総選挙   | 1993年07月18日 | 48   | 旧北海道1区 | 自由民主党 | 18万6192票 | 15.73% | 6    | 1/12               | /                            |
| 当   | 第41回衆議院議員総選挙   | 1996年10月20日 | 52   | 北海道5区   | 自由民主党 | 11万3282票 | 49.77% | 1    | 1/4                | /                            |
| 当   | 第42回衆議院議員総選挙   | 2000年06月25日 | 55   | 北海道5区   | 自由民主党 | 12万3680票 | 45.95% | 1    | 1/4                | /                            |
| 当   | 第43回衆議院議員総選挙   | 2003年11月09日 | 59   | 北海道5区   | 自由民主党 | 12万9035票 | 46.95% | 1    | 1/3                | /                            |
| 当   | 第44回衆議院議員総選挙   | 2005年09月11日 | 60   | 北海道5区   | 自由民主党 | 17万3947票 | 54.19% | 1    | 1/3                | /                            |
| 比当 | 第45回衆議院議員総選挙   | 2009年08月30日 | 64   | 北海道5区   | 自由民主党 | 15万1448票 | 44.57% | 1    | 2/3                | 2/2                          |
| 当   | 第45回衆議院議員補欠選挙 | 2010年10月24日 | 66   | 北海道5区   | 自由民主党 | 12万5636票 | 52.27% | 1    | 1/5                | /                            |
| 当   | 第46回衆議院議員総選挙   | 2012年12月16日 | 68   | 北海道5区   | 自由民主党 | 12万8435票 | 48.62% | 1    | 1/5                | /                            |
| 当   | 第47回衆議院議員総選挙   | 2014年12月14日 | 70   | 北海道5区   | 自由民主党 | 13万1394票 | 50.95% | 1    | 1/3                | /                            |

## 政治資金
- 日本共産党の機関紙『しんぶん赤旗』に、日本歯科医師連盟から多額の献金を受け取っていたと報じられた[53]。
- 『しんぶん赤旗』に、札幌市からの出資を受けている北海道ガスから献金を受けていたと報じられた。地方公共団体から補助金を受けている企業から政治家への献金は、政治資金規正法で制限されている[54]。
- 『しんぶん赤旗』に、鋼鉄製橋梁工事をめぐる談合事件に関与した談合組織に所属する企業から献金を受けていたと報じられた[55]。
- 町村が代表者を務める政治団体「信友会」の政治資金収支報告書（2007年3月19日提出分）[40]によると、2001年7月23日に江別市内の不動産を1,000万円で取得したが、同じく「信友会」が2008年3月19日に提出した政治資金収支報告書で、その年度中に608万円で当該不動産を売却したことが記載されている[56]。『週刊ポスト』は、町村が2001年に当該不動産を信友会名義で購入し、6年後に買い取って自宅にしたとして、政治資金を私的に流用した疑いがあると報じた[57]。

## 人物
- 趣味はスポーツ、音楽、バレエ、演劇鑑賞など。座右の銘は「ベストを尽くす」「誠実」。
- 1993年、崇教真光の34周年秋季大祭に出席し、祝辞の中で「私も神組み手の一人としてこの秋季大祭へのお参りを許され、こうしてご挨拶をさせて頂く光栄に浴しましたこと、心から有難く御礼を申し上げます。」「私達は、救い主様への報恩感謝の気持ちというものを片時も忘れてはなりません」と、崇教真光の信徒（神組み手）で篤く帰依していることを表明した[58]。

## 系譜

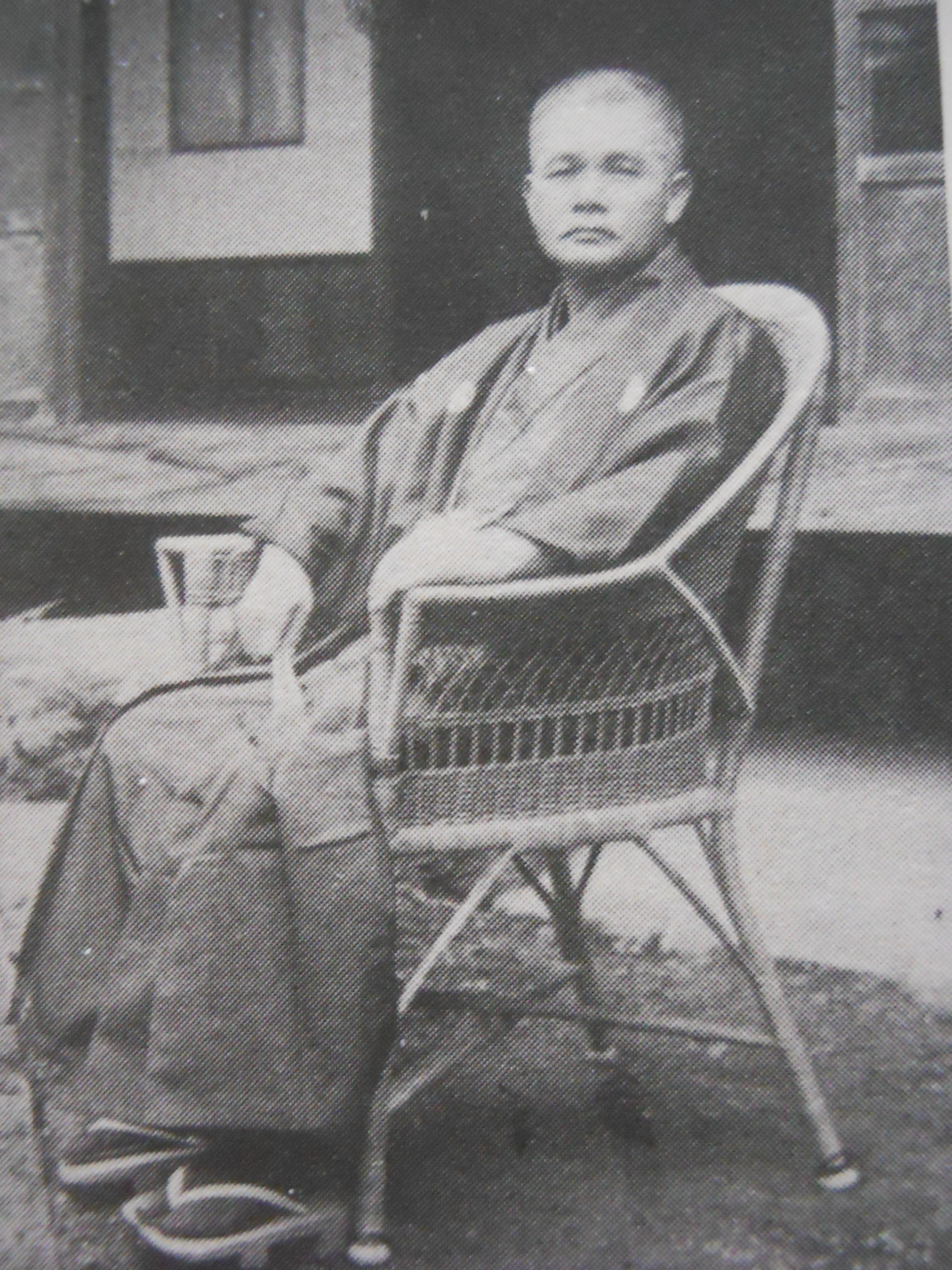
町村金弥

町村家（福井県武生市、北海道江別市）
町村家は江戸時代（1603年 - 1867年）、代々越前藩の附家老府中領主本多家に仕えた武士の家系である。
- 祖父：町村金弥 - 実業家、政治家。大久保町長。
- 父：町村金五 - 内務官僚、政治家。警視総監、北海道知事、衆議院議員、参議院議員、自治大臣。

## 家族・親族
- 父・金五（官僚、政治家）
- 母・二葉（鳥取県、法学博士桑田熊蔵の娘）
- 兄
- 姉
- 妹2人
- 妻と2女あり。次女の夫は和田義明（町村札幌事務所副所長、政治家）

## 著書
- 『保守の論理 「凛として美しい日本」をつくる』 PHP研究所 2005年